# Pharaphodius urostigmoides
Pharaphodius urostigmoides är en skalbaggsart som beskrevs av Schmidt 1913. Pharaphodius urostigmoides ingår i släktet Pharaphodius och familjen Aphodiidae. Inga underarter finns listade i Catalogue of Life.